# Antônio d'Orléans-Bragance (1950-2024)
Pour les articles homonymes, voir Antoine d'Orléans-Bragance.
Titre
Héritier du trône du Brésil
15 juillet 2022 – 8 novembre 2024
(2 ans, 3 mois et 24 jours)
Signature
Antônio (ou Antoine) d'Orléans-Bragance (en portugais : Antônio de Orleans e Bragança), prince impérial du Brésil, né le 24 juin 1950 à Rio de Janeiro, au Brésil, où il est mort le 8 novembre 2024, est un prince de la branche de Vassouras de la maison d'Orléans-Bragance et une personnalité politique brésilienne proche de l'extrême droite ultra-catholique ainsi qu'un aquarelliste bénéficiant d'une certaine renommée dans son pays. Il occupe la place d'héritier en second dans l'ordre de succession au trône du Brésil de 2022 à sa mort.  

## Famille
Antônio est le septième enfant de Pedro Henrique d'Orléans-Bragance (1909-1981), qui portait le titre de courtoisie de prince impérial du Brésil, et de son épouse la princesse royale Marie-Élisabeth de Bavière (1914-2011). Par son père, il est l'arrière-petit-fils d'Isabelle, princesse impériale et plusieurs fois régente du Brésil, tandis que, par sa mère, il est l’arrière-petit-fils du roi Louis III de Bavière (1845-1921).
Le 25 septembre 1981, Antônio d'Orléans-Bragance épouse civilement et religieusement, le lendemain, au château de Belœil, en Belgique, la princesse Christine de Ligne (1955), fille d'Antoine de Ligne (1925-2005), 13e prince titulaire de Ligne, et de la princesse Alix de Luxembourg (1929-2019). Elle est donc la nièce du grand-duc Jean de Luxembourg (1921-2009),,.
De cette union naissent quatre enfants, qualifiés du prédicat de courtoisie d'altesse royale et des titres de courtoisies de prince ou princesse du Brésil,  :
- Pedro Luiz d'Orléans-Bragance (né à Rio de Janeiro le 12 janvier 1983 et disparu en mer le 1er juin 2009, lors de l'accident du vol Air France 447)[5] ;
- Amélie d'Orléans-Bragance (née à Bruxelles le 16 mars 1984), qui renonce à ses droits dynastiques et se marie, le 14 juillet 2014, à Rio de Janeiro, à Alexander James Spearman (né en 1984), descendant de Sir Alexander Young Spearman (en) (1793-1874), 1er baronet Spearman  ;
- Raphaël d'Orléans-Bragance (né à Rio de Janeiro le 24 avril 1986), prince impérial du Brésil (depuis la mort de son père en 2024) ;
- Marie-Gabrielle d'Orléans-Bragance (née à Rio de Janeiro le 8 juin 1989).

## Biographie

### Jeunesse

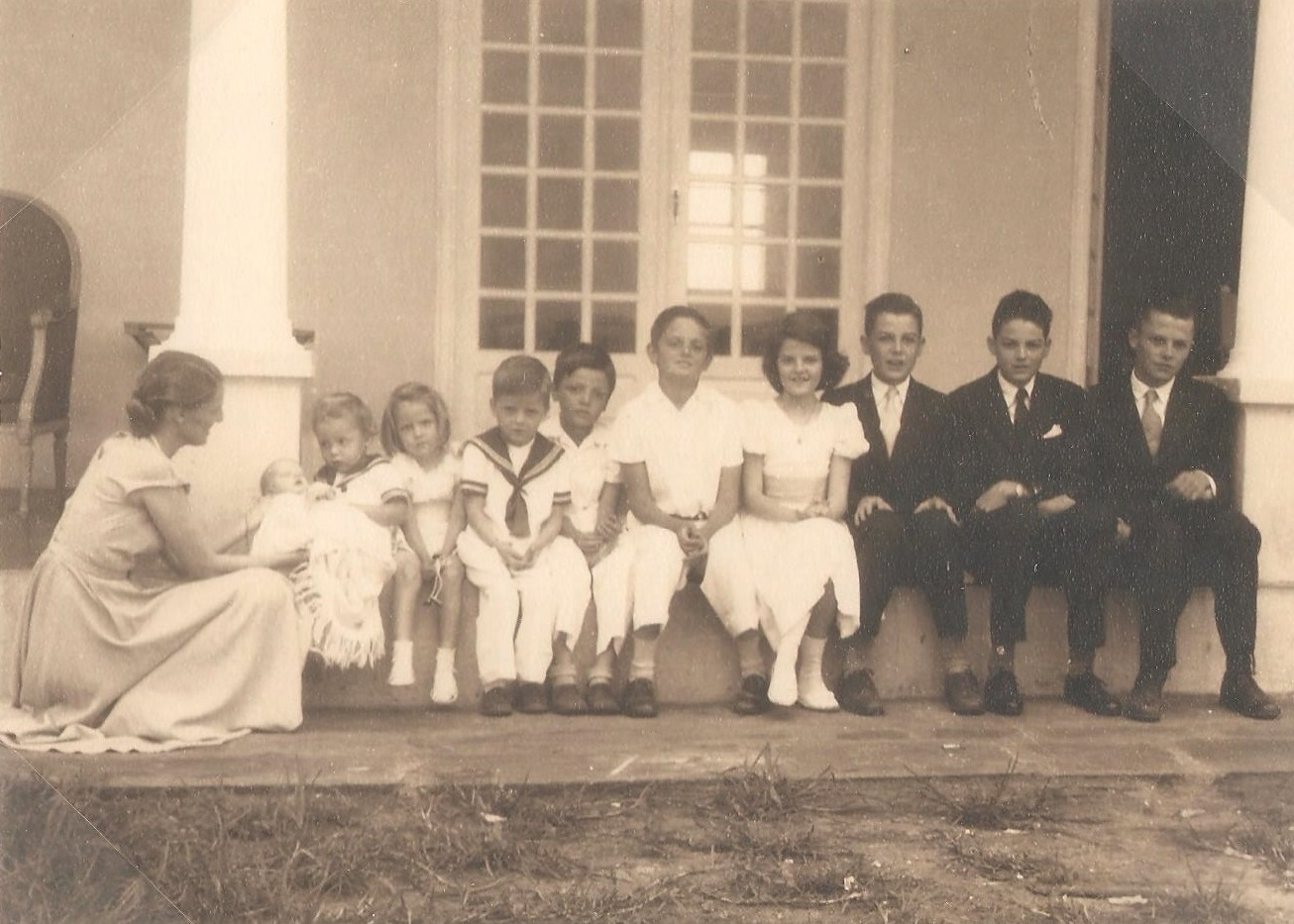
La famille d'Antônio vers 1957. Le prince est le quatrième enfant en partant de la gauche.

Antônio d'Orléans-Bragance passe la plus grande partie de sa jeunesse dans une fazenda de Jacarezinho, dans l'État du Paraná, où sa famille réside de 1951 à 1964,. Là, il reçoit, en compagnie de ses onze frères et sœurs, une éducation austère où la religion catholique tient une place très importante,.
Le prince fait ensuite ses études secondaires dans la ville de Vassouras, dans l'État de Rio, avant d'être diplômé comme ingénieur civil à l’université de Barra do Piraí, toujours dans l'État de Rio.

### Vie familiale et professionnelle
En 1981, Eleonora d'Orléans-Bragance, sœur d'Antônio, épouse le prince belge Michel de Ligne. Le mariage est l'occasion pour Antônio, qui effectue alors un stage dans la ville d'Erlangen, en Allemagne, de se rapprocher d'une des sœurs de Michel, Christine de Ligne. Après des fiançailles conclues en juin 1981, le couple s'unit, civilement puis religieusement, à Belœil, en Belgique, les 25 et 26 septembre 1981,.
Peu de temps après leur mariage, les deux époux s’installent dans la ville de Petrópolis, où ils élèvent les quatre enfants auxquels ils donnent naissance. Antônio d'Orléans-Bragance commence alors par travailler pour la Construtora Adolpho Lindenberg, avant d'être engagé par la NUCLEN, une entreprise mixte germano-brésilienne. Il fait par ailleurs partie du comité de direction de Varig agropecuária S.A. et intervient dans différentes affaires commerciales touchant à la compagnie Belgo-Mineira.
En 2009, Antônio d'Orléans-Bragance et son épouse ont la douleur de perdre leur fils aîné, Pedro Luiz, tué lors du crash du vol Air France 447. Afin d'identifier la dépouille du jeune homme, le prince se livre alors à des prélèvements d'ADN.
En 2014, Amélie d'Orléans-Bragance, la fille aînée du prince, se marie en grande pompe à Rio de Janeiro,. Les autres enfants d'Antônio d'Orléans-Bragance, et en particulier son fils Raphaël, restent en revanche célibataires,,,.
En 2020, Antônio d'Orléans-Bragance est hospitalisé après avoir contracté la Covid-19, qui sévit alors au Brésil,,. Guéri, le prince est à nouveau hospitalisé à cause de problèmes respiratoires en 2022 et 2024. Hospitalisé depuis le 6 juillet, à l'hôpital Casa de Saúde São José, à Rio de Janeiro, il y meurt d'une maladie obstructive pulmonaire, le 8 novembre 2024, à l'âge de 74 ans. Ses funérailles ont lieu le lendemain de sa mort, en présence de la famille impériale, à Vassouras. Un service religieux est célébré dans l'église mère de Notre-Dame de la Conception, suivi de l'inhumation dans le mausolée de la famille impériale à Vassouras,.

### Position au sein du mouvement monarchiste brésilien
Deux de ses frères aînés (Luiz et Bertrand d'Orléans-Bragance) étant restés célibataires et les trois autres (Eudes, Pedro et Fernando d'Orléans-Bragance) ayant renoncé à leurs droits successoraux pour épouser des roturières, Antônio d'Orléans-Bragance est considéré comme le futur chef de la maison impériale du Brésil par la majeure partie des monarchistes partisans de la branche de Vassouras (une minorité d'entre eux considérant toutefois que le mariage d'Antônio est lui aussi contraire aux traditions de sa famille, la maison de Ligne n'étant pas une maison souveraine). Preuve du soutien dont il jouit, Antônio est élevé au rang d'altesse impériale et royale par son frère Luiz en 2020. Il devient ensuite prince impérial du Brésil lorsque son frère Bertrand prend la tête de la branche de Vassouras, en 2022.
Très actif lors du référendum constitutionnel de 1993 (en), le prince visite alors, avec son épouse, la majorité des États brésiliens pour défendre la cause de la restauration monarchique. Depuis cette date, le prince participe à de nombreux événements organisés dans le but de promouvoir la cause royaliste,,. 
Comme ses aînés,, Antônio d'Orléans-Bragance défend des idées politiques très conservatrices. Contrairement à ses frères, il n'est pas membre du mouvement d'extrême-droite Tradition, famille et propriété (TFP), mais il soutient néanmoins Jair Bolsonaro durant la présidence de celui-ci et fait aussi connaître publiquement son rejet du projet européen, « l'Union européenne se comport[ant] comme un vulgaire pouvoir républicain et, pire encore, [étant] sous l'influence des socialistes », selon lui.

### Un prince artiste
À l'image d'autres membres de sa famille (comme sa mère Marie-Élisabeth de Bavière ou sa sœur Maria Gabriela d'Orléans-Bragance), Antônio d'Orléans-Bragance est un artiste dont les dons d’aquarelliste ont acquis une certaine notoriété au Brésil. Auteur de plus de 500 œuvres, le prince réalise jusqu'à deux tableaux par mois en pleine période d'activité. Il a ainsi exposé ses tableaux dans plusieurs institutions brésilienne de renommée régionale ou nationale : le musée national des Beaux-Arts, le Club d’Ingénierie, la « Galeria Quadrante », l’« Espaço Delfim » et l’« Arnaldo Dademberg Antiquário » (à Rio de Janeiro), le Palais impérial et le Palais de Verre (à Petrópolis), le Musée de la Maison brésilienne et l’Espace culturel ESPADE (à São Paulo),,. En 1999, le prince a également pu présenter certaines de ses peintures au Portugal dans le cadre d'une exposition intitulée « A Herança portuguesa no colonial brasileiro ».

## Titulature et décorations

### Titulature
Les titres portés par les membres de la maison d'Orléans-Bragance n'ont aucune existence juridique au Brésil et sont considérés comme des titres de courtoisie accordés par le prétendant au trône :
- 24 juin 1950 - 28 septembre 2020 : Son Altesse Royale le prince Antônio d'Orléans-Bragance, prince du Brésil[48] ;
- 28 septembre 2020 - 15 juillet 2022 : Son Altesse Impériale et Royale le prince Antônio d'Orléans-Bragance, prince du Brésil[33],[34] ;
- 15 juillet 2022 - 8 novembre 2024 : Son Altesse Impériale et Royale le prince Antônio d'Orléans-Bragance, prince impérial du Brésil, prince d'Orléans-Bragance.

### Décorations dynastiques
- Commandeur-majeur de l'ordre du Christ (15 juillet 2022, maison d'Orléans-Bragance)[49] ;
- Commandeur-majeur de l'ordre de Saint-Benoît d'Aviz (15 juillet 2022, maison d'Orléans-Bragance)[49] ;
- Commandeur-majeur de l'ordre impérial de Saint-Jacques de l'Épée (15 juillet 2022, maison d'Orléans-Bragance)[49] ;
- Grand-croix de l'ordre de Pierre Ier (maison d'Orléans-Bragance)[4],[48],[49] ;
- Grand-dignitaire majeur (15 juillet 2022) et grand-croix de l'ordre de la Rose (maison d'Orléans-Bragance)[4],[48],[49] ;
- Bailli Grand-croix de justice de l'ordre sacré et militaire constantinien de Saint-Georges (maison de Bourbon-Siciles)[48],[49] ;
- Bailli grand-croix d'honneur et de dévotion de l'ordre souverain de Malte (24 juin 2010)[49] ;
- Grand-croix de l'ordre équestre du Saint-Sépulcre de Jérusalem (Saint-Siège)[49].

## Ascendance
|  |                                         |  |  |  |  |  |  |  |  |  |  |  |  |  |  |  |
|  | 8. Gaston d'Orléans                     |  |  |  |  |  |  |  |  |  |  |  |  |  |  |  |
|  |                                         |  |  |  |  |  |  |  |  |  |  |  |  |  |  |  |
|  |                                         |  |  |  |  |  |  |  |  |  |  |  |  |  |  |  |
|  | 4. Louis d'Orléans-Bragance             |  |  |  |  |  |  |  |  |  |  |  |  |  |  |  |
|  |                                         |  |  |  |  |  |  |  |  |  |  |  |  |  |  |  |
|  |                                         |  |  |  |  |  |  |  |  |  |  |  |  |  |  |  |
|  | 9. Isabelle du Brésil                   |  |  |  |  |  |  |  |  |  |  |  |  |  |  |  |
|  |                                         |  |  |  |  |  |  |  |  |  |  |  |  |  |  |  |
|  |                                         |  |  |  |  |  |  |  |  |  |  |  |  |  |  |  |
|  | 2. Pedro Henrique d'Orléans-Bragance    |  |  |  |  |  |  |  |  |  |  |  |  |  |  |  |
|  |                                         |  |  |  |  |  |  |  |  |  |  |  |  |  |  |  |
|  |                                         |  |  |  |  |  |  |  |  |  |  |  |  |  |  |  |
|  | 10. Alphonse de Bourbon-Siciles         |  |  |  |  |  |  |  |  |  |  |  |  |  |  |  |
|  |                                         |  |  |  |  |  |  |  |  |  |  |  |  |  |  |  |
|  |                                         |  |  |  |  |  |  |  |  |  |  |  |  |  |  |  |
|  | 5. Marie-Pie de Bourbon-Siciles         |  |  |  |  |  |  |  |  |  |  |  |  |  |  |  |
|  |                                         |  |  |  |  |  |  |  |  |  |  |  |  |  |  |  |
|  |                                         |  |  |  |  |  |  |  |  |  |  |  |  |  |  |  |
|  | 11. Marie-Antoinette de Bourbon-Siciles |  |  |  |  |  |  |  |  |  |  |  |  |  |  |  |
|  |                                         |  |  |  |  |  |  |  |  |  |  |  |  |  |  |  |
|  |                                         |  |  |  |  |  |  |  |  |  |  |  |  |  |  |  |
|  | 1. Antônio d'Orléans-Bragance           |  |  |  |  |  |  |  |  |  |  |  |  |  |  |  |
|  |                                         |  |  |  |  |  |  |  |  |  |  |  |  |  |  |  |
|  |                                         |  |  |  |  |  |  |  |  |  |  |  |  |  |  |  |
|  | 12. Louis III de Bavière                |  |  |  |  |  |  |  |  |  |  |  |  |  |  |  |
|  |                                         |  |  |  |  |  |  |  |  |  |  |  |  |  |  |  |
|  |                                         |  |  |  |  |  |  |  |  |  |  |  |  |  |  |  |
|  | 6. François de Bavière                  |  |  |  |  |  |  |  |  |  |  |  |  |  |  |  |
|  |                                         |  |  |  |  |  |  |  |  |  |  |  |  |  |  |  |
|  |                                         |  |  |  |  |  |  |  |  |  |  |  |  |  |  |  |
|  | 13. Marie-Thérèse de Modène             |  |  |  |  |  |  |  |  |  |  |  |  |  |  |  |
|  |                                         |  |  |  |  |  |  |  |  |  |  |  |  |  |  |  |
|  |                                         |  |  |  |  |  |  |  |  |  |  |  |  |  |  |  |
|  | 3. Marie-Élisabeth de Bavière           |  |  |  |  |  |  |  |  |  |  |  |  |  |  |  |
|  |                                         |  |  |  |  |  |  |  |  |  |  |  |  |  |  |  |
|  |                                         |  |  |  |  |  |  |  |  |  |  |  |  |  |  |  |
|  | 14. Charles-Alfred 12e duc de Croÿ      |  |  |  |  |  |  |  |  |  |  |  |  |  |  |  |
|  |                                         |  |  |  |  |  |  |  |  |  |  |  |  |  |  |  |
|  |                                         |  |  |  |  |  |  |  |  |  |  |  |  |  |  |  |
|  | 7. Isabelle-Antoinette de Croÿ          |  |  |  |  |  |  |  |  |  |  |  |  |  |  |  |
|  |                                         |  |  |  |  |  |  |  |  |  |  |  |  |  |  |  |
|  |                                         |  |  |  |  |  |  |  |  |  |  |  |  |  |  |  |
|  | 15. Ludmilla d'Arenberg                 |  |  |  |  |  |  |  |  |  |  |  |  |  |  |  |
|  |                                         |  |  |  |  |  |  |  |  |  |  |  |  |  |  |  |
|  |                                         |  |  |  |  |  |  |  |  |  |  |  |  |  |  |  |

### Publication du prince
- (pt) D. Antônio de Orleans e Bragança, Aquarelas Imperiais : Aquarelas De Dom Antônio de Orleans e Bragança, Metalnave, 2003, 36 p.

### Interviews du prince dans la presse monarchiste
- (pt) « Entrevista com o Príncipe D. Antônio de Orleans e Bragança », Herdeiros do Porvir, vol. XIX, no 35,‎ octobre, novembre, décembre 2013, p. 4-6 (lire en ligne).
- (pt) « Entrevista do Príncipe Dom Antônio », O Fundador, vol. II, no 5,‎ juillet, août, septembre 2023 (lire en ligne).

### Sur les Orléans-Bragance
- (pt) Michelly Ribeiro, Príncipes do Brasil, Clube de Autores, 2009, 216 p. (présentation en ligne).

### Ouvrages généalogiques
- Jean-Fred Tourtchine, Les Manuscrits du CEDRE : Le royaume de Portugal - l'empire du Brésil, vol. III, t. 3, Clamecy, Imprimerie Laballery, 1987, 190 p.
- Patrick Van Kerrebrouck, Nouvelle Histoire généalogique de l'auguste Maison de France : La Maison de Bourbon, vol. IV, Villeneuve d'Ascq, Patrick Van Kerrebrouck, 1987, 795 p. (ISBN 978-2-9501509-1-2).
- Nicolas Énache, La descendance de Marie-Thérèse de Habsburg, Paris, Éditions L'intermédiaire des chercheurs et curieux, 1999, 795 p. (ISBN 978-2-908003-04-8).
- Chantal de Badts de Cugnac et Guy Coutant de Saisseval, Le Petit Gotha, Paris, Éditions Le Petit Gotha, coll. « Petit Gotha », 2002 (1re éd. 1993), 989 p. (ISBN 2-9507974-3-1).
- Monique da Rocha Carneiro, La descendance de Frédéric-Eugène duc de Wurtemberg, Paris, Éditions L'intermédiaire des chercheurs et curieux, 2000, 511 p. (ISBN 978-2-908003-17-8).